# 拉勒 (奥恩省)
拉勒（法語：Laleu，法語發音：[lalø] ⓘ）是法国奥恩省的一个市镇，位于该省中东部偏南，属于阿朗松区。

## 地理
拉勒（48°33'5"N, 0°22'45"E）面积11.41 平方千米，位于法国诺曼底大区奧恩省，该省份为法国西北部内陆省份，北起顺时针与卡爾瓦多斯省、厄尔省、厄尔-卢瓦省、萨尔特省、马耶讷省和芒什省接壤。
与拉勒接壤的市镇（或旧市镇、城区）包括：萨尔特河畔圣斯科拉斯、比尔、萨尔特河畔库隆日、蒙舍夫雷勒、圣奥班达珀奈。

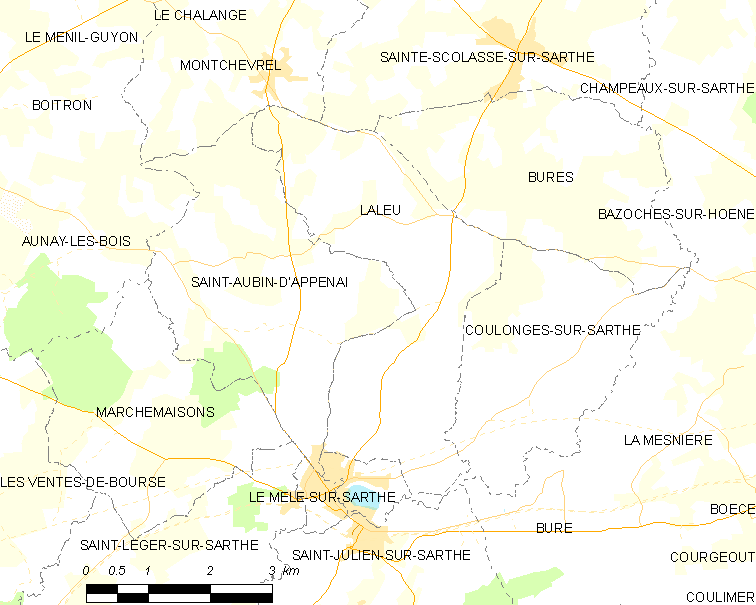
的OSM定位图

拉勒的时区为UTC+01:00、UTC+02:00（夏令时）。

## 行政
拉勒的邮政编码为61170，INSEE市镇编码为61215。

## 政治
拉勒所属的省级选区为埃库沃县。

## 人口

1962-2008年间人口变化图示

拉勒于2022年1月1日时的人口数量为361人。